# Wahacz

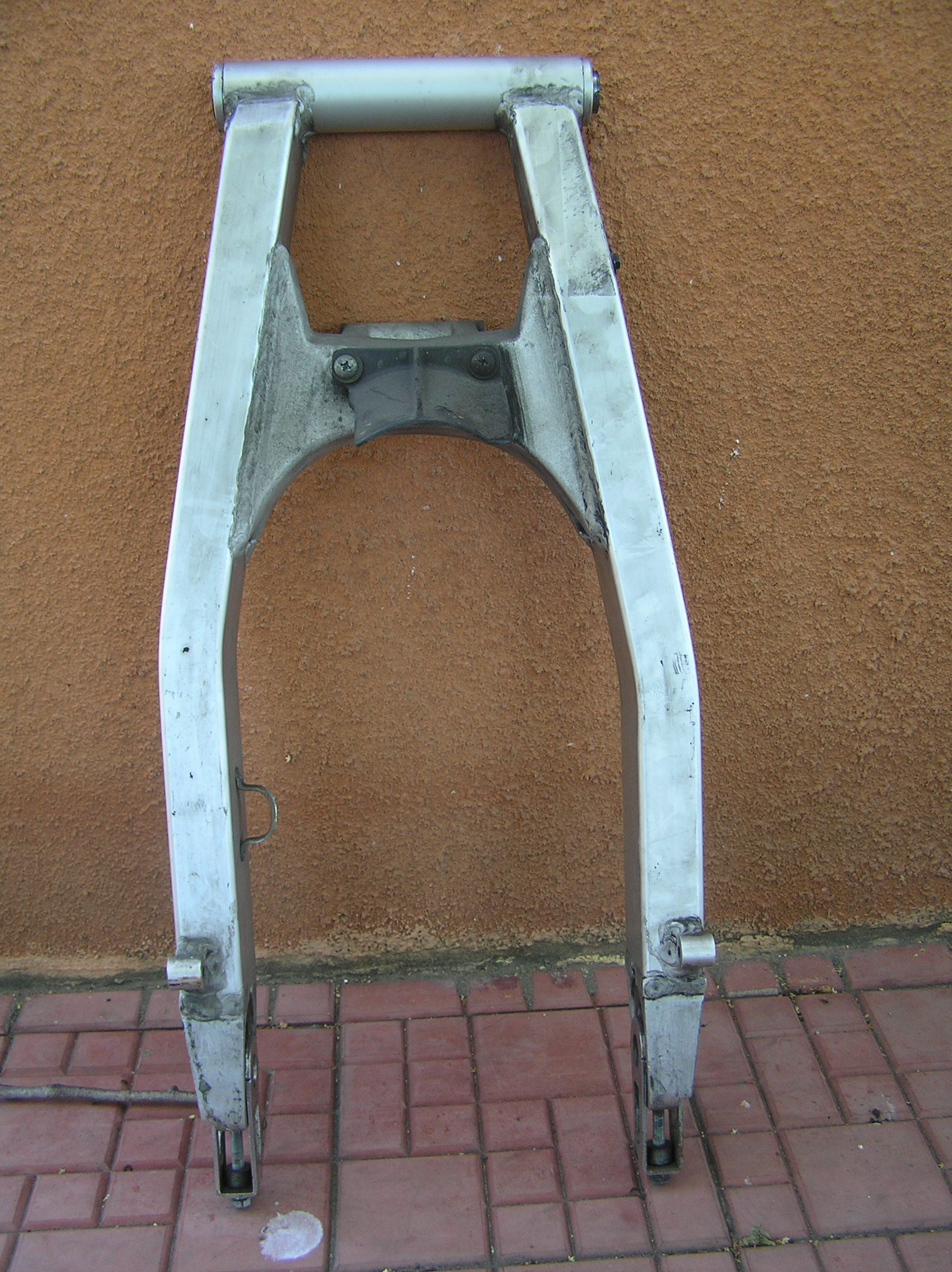
Wahacz do motocykla.

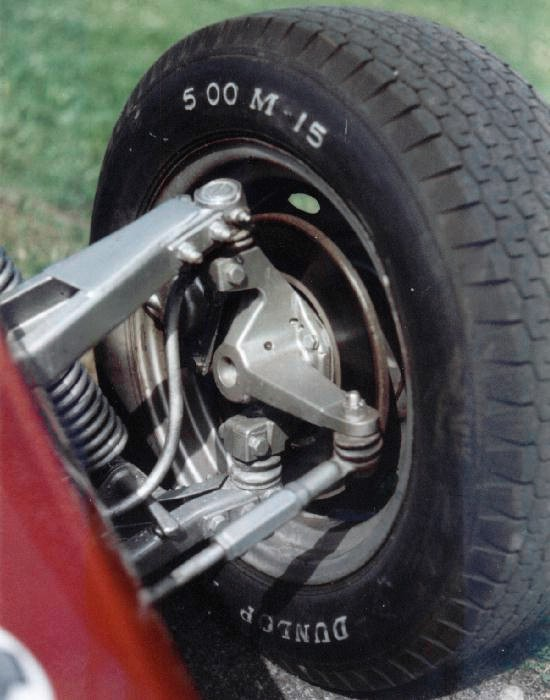
Zawieszenie pojazdu na podwójnym wahaczu poprzecznym.

Wahacz – sztywny człon mechanizmu wykonujący cykliczny ruch obrotowy wokół stałej osi obrotu o ograniczonym kącie obrotu.
Po wykonaniu ruchu wahacz wraca do położenia wyjściowego kończąc cykl pracy. Bieg powrotny może być ruchem czynnym lub jałowym.
Wahacz stosowany jest powszechnie jako element maszyn zwłaszcza w  motoryzacji. Jest używany jako element zawieszenia pojazdów od osi najczęściej odizolowany tulejami metalowo-gumowymi w celu wytłumienia drgań przenoszonych z nawierzchni, po której pojazd się porusza.
Wyróżnia się wahacze poprzeczne, wleczone lub pchane.